# Holmsjön (Ljusnarsbergs socken, Västmanland)
Holmsjön är en sjö i Ljusnarsbergs kommun i Västmanland och ingår i Norrströms huvudavrinningsområde. Sjön har en area på 0,338 kvadratkilometer och ligger 299 meter över havet.

## Delavrinningsområde
Holmsjön ingår i det delavrinningsområde (664594-145388) som SMHI kallar för Mynnar i Björken. Medelhöjden är 268 meter över havet och ytan är 67,96 kvadratkilometer. Räknas de 2 avrinningsområdena uppströms in blir den ackumulerade arean 116,76 kvadratkilometer. Högforsälven som avvattnar avrinningsområdet har biflödesordning 3, vilket innebär att vattnet flödar genom totalt 3 vattendrag innan det når havet efter 265 kilometer. Avrinningsområdet består mestadels av skog (86 procent). Avrinningsområdet har 1,88 kvadratkilometer vattenytor vilket ger det en sjöprocent på 2,8 procent. Bebyggelsen i området täcker en yta av 1,23 kvadratkilometer eller 2 procent av avrinningsområdet.